# BorderCross
BorderCross es una película estadounidense de acción y drama de 2017, dirigida por Chuck Walker, que a su vez la escribió, musicalizada por Clinton Calton, en la fotografía estuvo DJ McConduit y los protagonistas son Lorenzo Lamas, Danny Trejo y Elisha Kriis, entre otros. El filme fue realizado por Walker/Cable Productions y se estrenó el 5 de diciembre de 2017.

## Sinopsis
El ex púgil Danny "Boy" Jackson solo se retiró de la habitación por un instante y al volver su hijo ya no se encontraba allí. Prontamente, se da cuenta de que los traficantes de personas lo han capturado para comerciarlo en Medio Oriente. Danny va a tratar de rescatarlo.